# اندی کارول
اندرو توماس کارول (انگلیسی: Andrew Thomas Carroll؛ زادهٔ ۶ ژانویهٔ ۱۹۸۹) بازیکن فوتبال اهل انگلستان است که در باشگاه داگنهام‌اند‌ردیج در لیگ دسته ششم انگلیس بازی میکند
وی سابقه ۹ بازی و ۲ گل ملی برای تیم ملی فوتبال انگلستان در کارنامه دارد.